# Rue Antoine-Charial
La rue Antoine-Charial est une voie située dans le quartier de la Villette, dans le 3e arrondissement de Lyon, en France.

## Situation
Elle débouche à l'ouest sur la rue Maurice-Flandin.
Elle débouche à l'est sur la rue Saint-Eusèbe selon Hours, mais elle se poursuit jusqu'à la rue Frédéric-Mistral.
Elle croise x rues : la rue Gabillot, la rue Étienne-Richerand, l'impasse de l'Ordre, la rue Baraban, la rue Turbil, la rue Combet-Descombes, le passage Meynis, la rue Saint-Eusèbe et la rue de l'Espérance.

## Accessibilité
La rue Antoine-Charial est proche de l'avenue Georges-Pompidou au nord, et la rue Frédéric-Mistral à l'est. Elle croise la rue Baraban. Ce site est desservi par les lignes de bus    et par la ligne régulière  .

## Odonymie
Elle porte le nom d'Antoine Charial (1885-1965), fondateur de la coopérative de construction L'Avenir, administrateur des hospices civils de Lyon et adjoint au 3e arrondissement de Lyon de 1919 à 1935.

## Histoire
Avant d'être la rue Antoine-Charial, cette voie s'appelait rue de l'Ordre, dont il reste le reliquat qu'est l'impasse de l'Ordre. Le nom est attribué le 24 janvier 1966 par délibération du conseil municipal.

## Description
La rue est orientée d'est en ouest, et est globalement rectiligne.
Au no 89 se trouve l'Église du Sacré-Cœur.
La cité scolaire Lacassagne se situe au no 93 de cette rue.